# نیکی بلوچی
نیکی بلوچی (مجاری: Pósán Nikolett؛ زادهٔ ۱۰ مارس ۱۹۸۳) یک موسیقی‌دان اهل فرانسه است. وی از سال ۲۰۰۳ میلادی تاکنون مشغول فعالیت بوده‌است. او برنده جایزه AVN awards 2015 نیز می‌باشد.